# Bagdad Café
Bagdad Cafe – amerykańsko-niemiecka tragikomedia z 1987 roku.

## Fabuła
Jasmin rozstaje się ze swoim mężem na środku arizońskiej pustyni. Dociera do tytułowego baru Bagdad Cafe. Jej właścicielką jest wyzwolona Brenda, mieszkająca z dwójką nastoletnich dzieci, niemowlęciem, zagubionym włoskim kucharzem, artystką wykonującą tatuaże oraz podupadłym dawnym hollywoodzkim dekoratorem. Jasmin powoli aklimatyzuje się w nowym miejscu. Jest to klasyczna bajka dla dorosłych opowiadająca o potędze przyjaźni i magii spełniania marzeń.

## Obsada
- Marianne Sägebrecht – Jasmin Münchgstettner
- CCH Pounder – Brenda
- Jack Palance – Rudi Cox
- Christine Kaufmann – Debby
- Monica Calhoun – Phyllis
- Darron Flagg – Salomo
- George Aguilar – Cahuenga

## „Bagdad Cafe” wPolsce
26 września 2009 roku „Bagdad Cafe” miała swoją premierę w warszawskim Teatrze Polonia. Był to pierwszy musical wystawiony w repertuarze tego teatru. Reżyserem musicalu była Krystyna Janda.
W głównej roli wystąpiła Katarzyna Groniec. Obok Katarzyny Groniec w musicalu wystąpiły: Ewa Konstancja Bułhak, Anna Iberszer, Marta Juras, Olga Sarzyńska, Bartosz Adamczyk, Modest Ruciński, Wojciech Chorąży, Wojciech Czerwiński, Jakub Wieczorek, Mariusz Drężek, Marek Kudełko, Hubert Jarczak, Michał Maciejewski, Maciej Radel, Jan Tomaszewski, Jacek Zawada, Leszek Zduń oraz zespół muzyczny w składzie: Jacek Kita – fortepian i instrumenty klawiszowe (również kierownictwo artystyczne i aranżacje), Krzysztof Łochowicz – gitary, Piotr Domagalski – kontrabas i gitara basowa oraz Jerzy Rogiewicz – perkusja. Polskie teksty piosenek napisali Magda Czapińska i Andrzej Poniedzielski.
W przygotowaniu premiery musicalu brały również udział: Elżbieta Woźniak – przekład, Magdalena Maciejewska – scenografia oraz Emil Wesołowski – choreografia.

## Nagrody i nominacje
Oscary za rok 1988
- Najlepsza piosenka („Calling You”) – Bob Telson (nominacja)